# Pfarrkirche Siebenhirten (Wien)

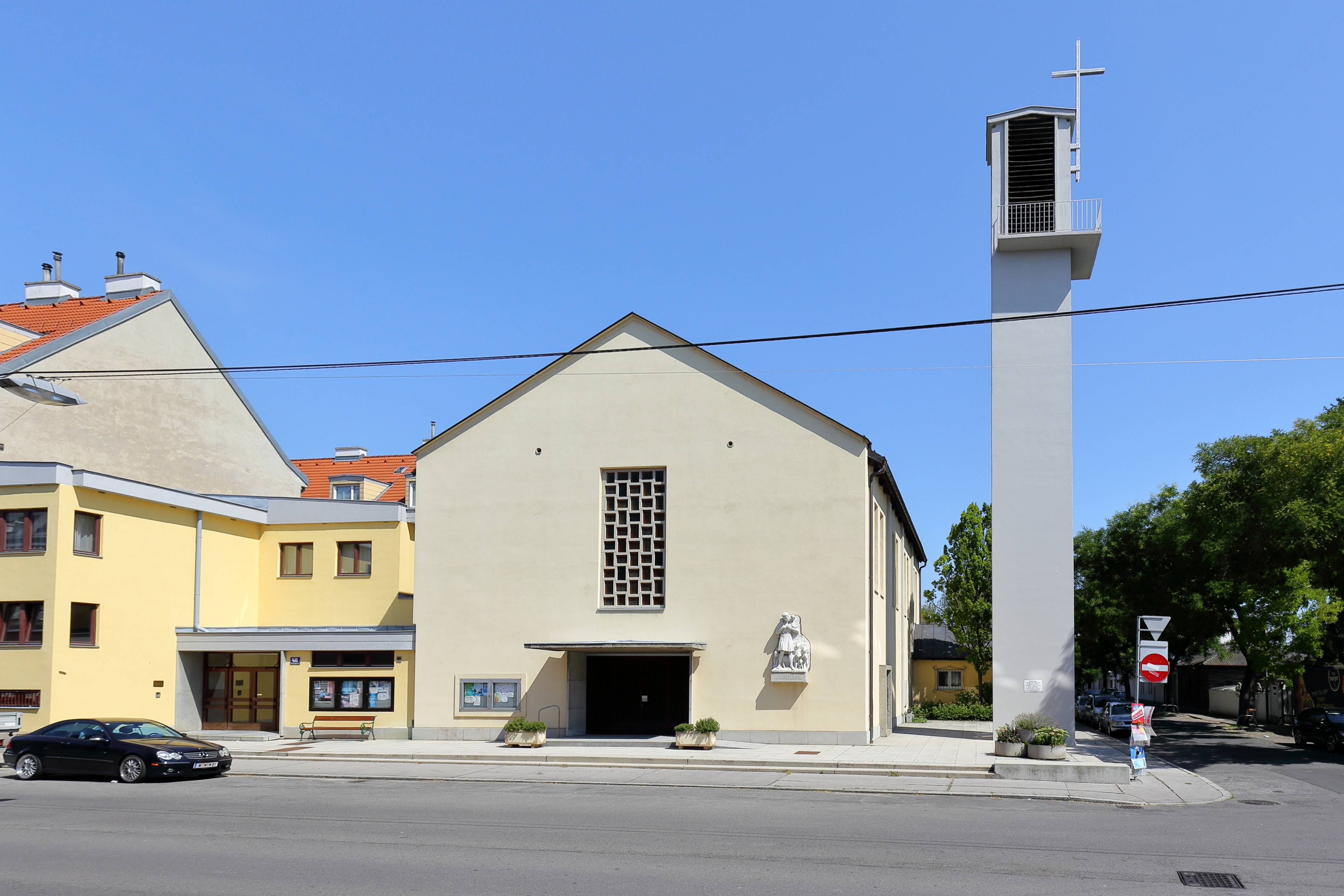
Pfarrkirche Siebenhirten

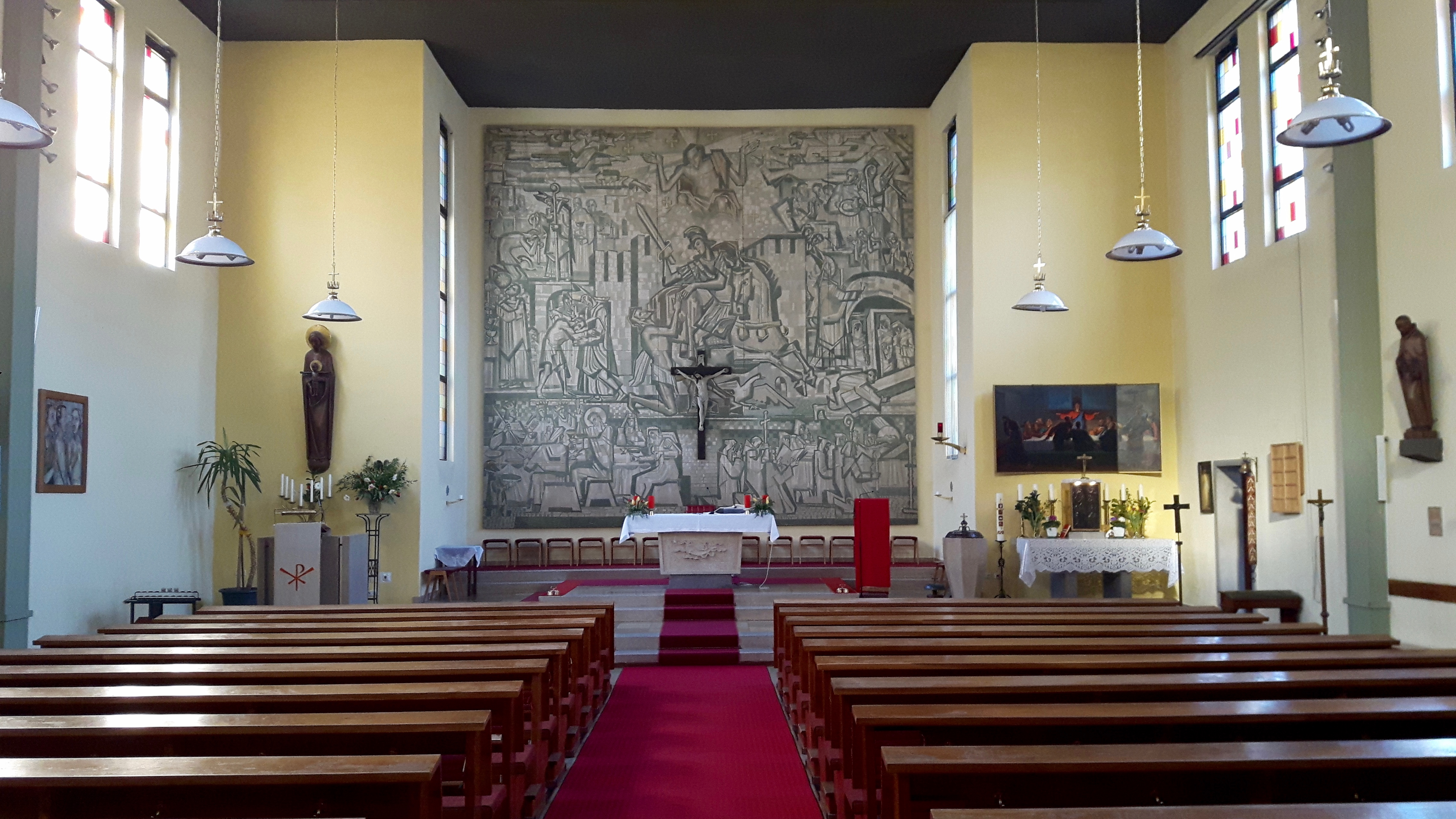
Innenansicht

Die Pfarrkirche Siebenhirten ist eine römisch-katholische Pfarrkirche im Ortsteil Siebenhirten im 23. Wiener Gemeindebezirk Liesing. Die Pfarre liegt im Stadtdekanat 23 des zur Erzdiözese Wien gehörenden Vikariates Wien Stadt der Erzdiözese Wien. Sie ist dem heiligen Martin geweiht.

## Geschichte
Bereits um 1447 und 1544 ist in Siebenhirten ein Gotteshaus belegt. Während der zweiten Türkenbelagerung im Jahre 1683 wurde die Kapelle zerstört. Im frühen 18. Jahrhundert wurde auf die Initiative eines gewissen Müllermeisters Friedrich Kieninger eine barocke Kirche erbaut. Bis 1783 gehörte Siebenhirten zur Pfarrei Atzgersdorf, bevor es zur selbständigen Pfarrei erhoben wurde.
Am 23. August 1944 wurden große Teile Siebenhirtens zerstört, als Flugzeuge der Alliierten einen Bombenangriff flogen. Plan war es, die Ölraffinerie „Danubia“ zu zerstören. Wegen eines Navigationsfehlers jedoch entluden die Kampfflieger ihre Bomben über Siebenhirten und zerstörten die Ortschaft. Auch die Pfarrkirche, die auf dem Gelände des Friedhofs Siebenhirten stand, lag in Schutt und Asche.
Im Sommer 1950 wurde Friedrich Lhotsky neuer Pfarrer von Siebenhirten. Er wurde damit beauftragt, die nach dem Krieg behelfsmäßig errichtete Notkirche, eine Baracke, durch einen Neubau zu ersetzen. Am 5. Mai 1951 konnte ein Grundstück für die neue Pfarrkirche an der Ecke Ketzergasse/Endlwebergasse erworben werden. Im September 1952 stellten die Architekten Herbert Schmid, Otto Rinder und Otto Sobetzky die Pläne für den Kirchenbau vor, welcher am 6. November 1955 durch Erzbischof-Koadjutor Franz Jachym geweiht wurde.
Das Pfarrheim links der Kirche wurde von 1983 bis 1985 nach Plänen von Herbert Schmid errichtet.

## Beschreibung

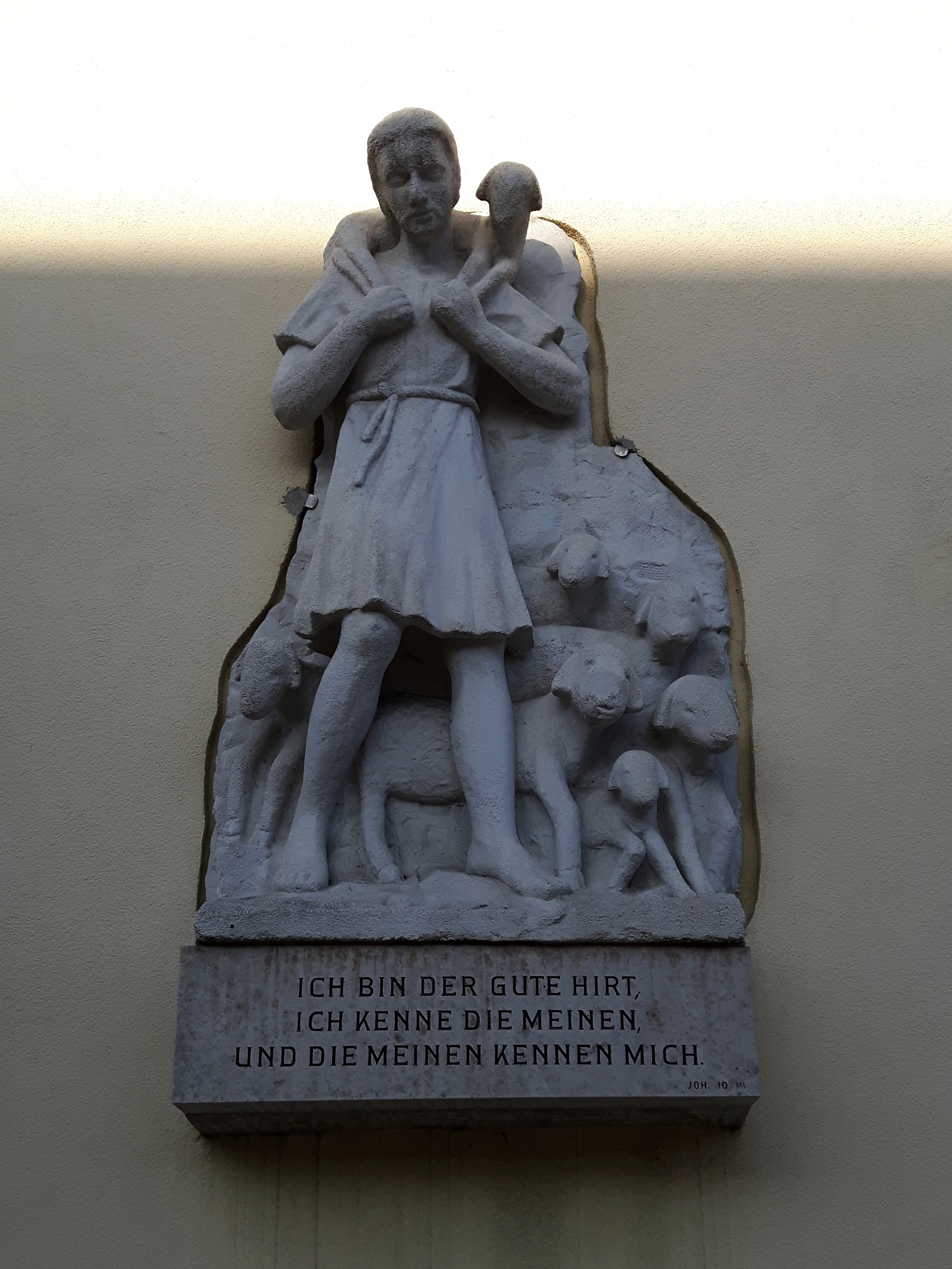
Steinplastik Guter Hirte

Die Pfarrkirche St. Martin ist ein schlichter Bau mit einem freistehenden 24 Meter hohen Glockenturm aus Beton. Die Steinplastik „der gute Hirte“ mit der Inschrift: „Ich bin der gute Hirte. Ich kenne die meinen und die meinen kennen mich.“ rechts des Kirchenportals ist ein Werk des akademischen Bildhauers Bohdan Zarovsky. 1967 wurde der heutige Volksaltar aufgestellt. Er enthält Reliquien des hl. Concordius und der hl. Valeria. Das monumentale Wandgemälde im Chor zeigt den Kirchenpatron Martin. Es wurde von Hans Brunner geschaffen. Das Gemälde über dem rechten Seitenaltar stellt das letzte Abendmahl dar.